# Bahía Allen
Bahía Allen (en inglés: Allen Bay)  es una bahía semicircular de 1 km (0,5 millas náuticas) de ancho, de la isla San Pedro del archipiélago de las islas Georgias del Sur, ubicada en el sector norte-central de la isla, al sur de bahía Artuso.
La bahía se encuentra más precisamente a 2 km (1 milla náutica) al oeste-noroeste de la punta Larsen y al este de puerto Jason, sobre la costa norte de la bahía Grande (o bahía Cumberland Oeste). 
Fue trazada en 1926 por personal del RRS Discovery, y fue nombrado por ellos, probablemente por H.T. Allen, miembro del Comité Discovery y el Colonial Office en ese momento. Un cabo en las islas Sandwich del Sur lleva el mismo nombre.